# デイリーポータルZ
デイリーポータルZ（デイリーポータルゼット）は、デイリーポータルZ株式会社が運営するインターネットのコンテンツ。略称はDPZ、デイリー、デリポ。記事閲覧は一部を除いて無料。

## 概要
2002年10月7日に、ニフティ株式会社が運営する@niftyのコンテンツとしてスタート。商用サイトであるが広告などは僅かで、コンテンツにも商業的な要素が非常に少ないことが大きな特徴である。開始当初はサイト名が「デイリーポータル」だったが、2003年1月5日に、現在の名称である「デイリーポータルZ」に変更された。ウェブマスターは、自らも個人で数多くの人気サイトを生み出してきた、林雄司。
サイトの発端は、Travel@nifty（のちの@nifty旅行）の運営を担当していた林が面白さを見いだせず、上司の平岩部長（後述）に「原稿料値切ったりとか、契約のやりとりするの僕いやです。面白い事やらせてください」と申し出て自ら担当を降り、次に@niftyの各コンテンツを紹介するポータルサイトの「Weekly Portal」に目を付けたことである。普通のポータルサイトであった「Weekly Portal」に、次第に「どうせやるなら面白がりたい」という考えから「夏休みの自由研究」と題した独自記事を挟むようになった。当初は週1回の更新であったが、読者に好評を博したため毎日更新となり、林曰く「母屋を乗っ取る」形で独自コンテンツをメインとしたサイトに変わった。
2004年から3年連続でWeb of the Yearにノミネートされており、2006年には部門賞が増えたこともあって「エンターテインメント部門」の3位に入賞（1,784票）。一般投票の結果、2位のほぼ日刊イトイ新聞（1,785票）とは、僅か1票差であった。同じく一般投票によるアルファブロガー・アワードでは、2010年度に新設された「ブログメディア部門」で、同年度の受賞7サイトの1つに選ばれた。
サイトのマスコットとして、林がデザインした「Zくん」という、オレンジ色の頭をした人型キャラクターがいる。
2017年11月1日、イベントハウス型飲食店「東京カルチャーカルチャー」と共に、それまでの運営元であったニフティからイッツ・コミュニケーションズ株式会社へ事業譲渡され、同日から運営を開始した。運営が変わってもドメインは1年近くニフティ時代の「portal.nifty.com」を用いていたが、2018年10月16日に、サイトのシステムを大幅改築するとともに「dailyportalz.jp」へ移行した。
2021年2月25日、イッツ・コミュニケーションズ株式会社から、同じく東急グループの東急メディア・コミュニケーションズ株式会社にサイトが再び事業譲渡されることが発表された。譲渡の日付は2021年4月1日。前回の際と同様に、東京カルチャーカルチャーも同時に譲渡された。なお、「東京カルチャーカルチャー」は2023年8月1日に株式会社ドリームスタイラーに事業継承された。
2024年1月1日、ウェブマスターの林がデイリーポータルZ株式会社を新規設立し、運営会社が同社へと変更となり独立した。

## 特集
当サイトのメインコンテンツである。ライターが、それぞれの「些細な、気になること。無駄なこと」を追求した記事を執筆する。ライターは、当サイトの編集部員のほか、フリーのライター、イラストレーター、さらには会社員、社長、学生、教員など、他に本業を持つあらゆる職種のライターが参加しており、文筆専業者だけではない幅広さを見せるのも特徴といえる。
デイリーポータル開始当初は、新規記事を1日1本公開していた。2006年4月からは、毎日2〜4本ほどの記事を11時と16時に分けて公開。また19時には「再放送」と題し、過去の記事から1本を再掲載した。

2024年1月のデイリー独立後は、月曜日から土曜日の11時に新規記事が2〜3本公開されている。また18時（もしくは20時）には「傑作選」として、過去の記事から1本を再掲載する。日曜日は休刊日となり、通常の記事は更新されず、林による見どころや前週の人気記事の紹介を行う。

なお、大型連休期間中（年末年始、ゴールデンウィーク）や、毎年4月1日（エイプリルフール）、サイト開設日の10月7日（周年記念日）には、通常体制の更新を休み、統一テーマによる記事や、総集編などを組んでいる。
サイト開始当初は、特集記事に月毎のテーマが設けられていたが、2003年3月からは原則フリーテーマとなっている。

フリーテーマ移行後は、曜日ごとに大まかなテーマが設けられ、チャレンジの日曜日、ひらめきの月曜日、フェティッシュの火曜日、はっけんの水曜日、ロマンの木曜日、ちしきの金曜日、土曜ワイド工場と名付けられていた。ライターも曜日で固定され、3ヶ月ごとに曜日の入れ替えが行われていた。

2017年4月より曜日テーマは撤廃され、特集記事として統一されている。現在も曜日固定で執筆するライターが多いが、諸般の事情で掲載曜日が変更になる場合もある。
通常の記事以外にも、以下のような特殊な形態の記事が掲載されることもあった。

・コネタ：2004年7月から登場。特集記事とは別に1日に1、2本掲載された、1ページ読みきりの記事。特集との区別が曖昧になってきたことなどもあって、2006年4月に特集とコネタは統合された。

・デイリーポータルZラジオ：2005年7月7日から開始。当時のポッドキャストの流行に乗った音声配信コンテンツ。詳細は後述。2018年4月をもってポッドキャスティングを終了。

・中ネタ：2010年4月5日から登場。コネタと同じく、1ページ読み切りの記事。

・みじかい記事：2017年4月3日から登場。1ページ記事よりもさらにコンパクトな内容の記事。一旦終了後も、「短い記事」「ちょっと聞いてよ」「ショート記事」などとして度々復活している。

・小出し記事：2020年7月13日から登場。書きかけの記事を、現在進行形で少しずつ掲載した。完結した記事は改めて特集記事として掲載される場合もあった。

ライターについては、当初はサイトの方針として本名での執筆を強く推奨していた（参考）。そのため、当サイトでは本名（もしくは、それに近い名前）を名乗っているが、自身のサイトではペンネームのみで通しているライターもいる。現在は2016年5月から登場したmegayaや、2017年4月から登場したパリッコなど、本名に縛られないライターも多数いる。また、記事中に執筆者の顔写真が掲載可能である事も条件であった。執筆全記事に顔写真が必須なのではなく、必要に応じて掲載が可能であることが前提である。現在は2022年5月から登場した佐伯など、顔写真を掲載しないライターもいる。
2025年3月現在の掲載実績に基づく、現在のレギュラー執筆陣は以下の通り。編集部員およびライターの掲載順は、氏名・ペンネームの五十音順とする。登場年月は、「デイリーポータルZ 20年の軌跡を年表でたどろう」の記事を参考にした。

### 編集部
2024年1月1日のデイリー独立に伴い、下記の5名および藤原浩一（後述）は2023年12月をもって東急メディア・コミュニケーションズ株式会社を退職。2024年1月1日よりサイトを運営するデイリーポータルZ株式会社には林のみ所属。石川と橋田は業務委託として編集部に参加する。
石川大樹
1980年生まれ、岐阜県出身。コネタ道場出身。ライターとしては2006年8月から登場。大学の学部の同級生だった大北栄人とコンビライター「ざんはわ」として記事を書いていた。2007年のゴールデンウィーク特集から単独記事を開始、2007年7月に編集部に加入した。編集部では通常の記事執筆のほか、サイト内の新機能の開発も行なう。脛毛を抜く機械や醤油をかけすぎる機械など、自ら「悪の電子工作」と名付けた独特の電子工作を作成するシリーズがある。「技術力の低い人限定ロボコン（通称：ヘボコン）」の企画は、第18回文化庁メディア芸術祭のエンターテインメント部門審査委員会推薦作品に選ばれたほか、世界各国でも大会が開かれるなど大きな展開を見せた。
橋田玲子
1974年生まれ、東京都町田市出身。ニフティ時代からの社員。2004年8月に編集部に加入した。デイリー編集部の一員として、サイトのコーディングなどを担当。編集部で唯一ライター出身ではなく、通常の特集記事は担当しないが、編集部ブログやメールマガジンで、独特の観点、文体を披露している。年末年始やゴールデンウィーク時などの特別企画では記事を書くこともある。早歩きで、パンとカツ丼が好きというキャラクター。
林雄司
1971年生まれ、東京都練馬区出身。ニフティ時代からの社員で、当サイトのウェブマスターでもある。様々なものを比較するネタや、PowerPoint・Photoshopなどを駆使したプレゼンネタ、「バナナで釘うって日曜大工」、「顔が大きくなる箱」に代表されるどうでもいいことに全力で取り組むネタが多い。ハト好き、計測機器好きを公言しており、それらに関する記事も多数ある。かつては、ウインナーに関する記事も多かった。妻はデイリーにライターとして参加しているべつやくれい。

#### 元編集部員
2024年1月以降はフリーライターとしてデイリーに参加する。
安藤昌教
1975年生まれ、愛知県出身。ライターとしては2004年7月から登場。登場当初は沖縄でアンティークカメラ販売兼喫茶店を経営していたが、2008年4月にニフティに正社員として入社し、デイリーポータルZ編集部に加入した。出勤前の早朝にサーフィンをしたり、何度もフルマラソンに参加するなど、編集部きっての体育会系。プープーテレビでは、包装や皮を剥かずに様々な食材を食べる「むかない安藤」というキャラクターを確立した。編集部員としては広告企画も担当。2016年3月13日開催のライフネット生命保険とのコラボイベントで、「1分間でハイタッチ277回」というギネス世界記録を達成した。2025年4月から教職に就いている。
古賀及子
1979年生まれ、東京都出身。ニフティ時代からの社員。ライターとしては2003年8月から登場し、2005年5月に編集部に加入した。テンションの高い文体で、古賀ならではの体験や持論、興味のあることを展開する記事が多い。初期の記事「納豆を一万回混ぜる」が有名で、それをリスペクトした記事も書かれている。リアクションの良さを買われて、他のライターの記事に登場することもある。古賀の記事を元に、彼女の家族をモデルとした読みきり漫画がフォアミセスに掲載された。曽祖父は古賀伝太郎。フリーライター転身後は、エッセイストとしても活動している。

### ライター
天久聖一
1963年生まれ、香川県出身。漫画家、小説家、劇作家。2012年10月から「書き出し小説大賞」を担当。まれに「Youtube ヒナ談」といった特集記事も手がける。
石井公二
1980年生まれ、東京都出身。「片手袋研究家」を自称する蕎麦屋店長。2022年7月から登場。街角観察ネタや食べ物ネタ、妄想を具現化するネタなどを執筆する。
伊藤健史
1975年生まれ、神奈川県出身。会社員。2012年3月から登場。趣味の街歩きで発見したネタや、有毒生物のネタなど、幅広いネタを執筆する。
井上マサキ
1975年生まれ、宮城県出身。元システムエンジニアで、現在はフリーライター。NHK『着信御礼!ケータイ大喜利』の第14号レジェンドオオギリーガー（「INO」名義）。2017年4月から登場。鉄道・路線図ネタ、神奈川ローカルネタ、日常で目にするものを製作する企業へのインタビュー記事などを執筆する。2018年8月15日放送のフジテレビ系『超逆境クイズバトル!! 99人の壁』では、路線図に関する早押し問題に5問連続正解し、100万円を獲得した。
いまいずみひとし
1992年生まれ、東京都出身。会社員。「デイリーポータルZ新人賞2017」で優秀賞を獲得し、2017年10月から登場。2023年9月から休載していたが、2025年1月より復帰。街歩きネタを得意としている。
江ノ島茂道
1988年生まれ、神奈川県出身。会社員。「デイリーポータルZ新人賞2014」で優秀賞を獲得し、2014年12月から登場。自分に呼び掛けるような独特の文体が特徴。巨体の食いしん坊キャラで、食べ物ネタを中心とした記事を執筆する。他のライターの食べ物記事に呼ばれて、食べっぷりを披露することも多い。イッツ・コミュニケーションズ時代は広告企画として、同社のサービスエリアである東急沿線を食べ歩く「東急沿線さんぽ」が恒例だった。ライター仲間でおいしいチャーハンを食べる為に結成した「チャーハン部」の部長。
唐沢むぎこ
大阪府出身。初登場時は大学院生。2021年10月から登場。自由ポータルZからライターに起用された。台湾大学に交換留学を予定するもコロナ禍の長期化によりオンライン留学を余儀なくされた経験を持つなど、中国や台湾に関するネタも多く寄稿している他、落語や昔の文化を題材にしたネタなども寄稿している。
窪田鳳花
1993年生まれ、京都市伏見区出身、宮崎県在住。神職。2022年7月から登場。神社に関するネタや宮崎ローカルネタ、くだらないことの実践ネタなどを執筆する。
月餅
1990年生まれ、東京都出身。会社員。「デイリーポータルZ新人賞2020」で記事部門の最優秀賞を獲得し、2020年9月から登場。食べ物に関する記事が多く、連載初期はコンビニエンスストアのホットスナック商品を卵とじにする記事が恒例だった。江ノ島茂道が率いる「チャーハン部」の部員。
こーだい
環境調査員。2018年12月から登場。自由ポータルZからライターに起用された。食べ物ネタ、工作ネタ、生き物ネタなど幅広い記事を執筆する。
佐伯
2022年5月から登場。自由ポータルZからライターに起用された。少女文化を扱うのが得意で、イラストを交えての独特なテンションの文体が特徴の記事を執筆する。
地主恵亮
1985年生まれ、福岡県出身。フリーライター。2009年5月から登場。当初は「山野恵亮」名義で執筆していた。長らく金曜日枠を担当している。妄想やこじつけでやりたいことを実践するネタや、実際に現地にて取材を行った日本各地や海外の小ネタ記事、農業・農作物に関するネタを中心に執筆する。2013年に多数発表された「一人で彼女と写真を撮る方法」シリーズは、CNN・ガーディアン・朝日新聞で取り上げられるなどマスメディアでも注目を集め、デイリーとオモコロ（バーグハンバーグバーグが運営する読み物コンテンツ）による「バカ記事大賞2013」に選ばれた。過去には、数十年前のガイドブックに掲載された飲食店などの現在の様子をレポートするシリーズ記事もあり、書籍化された。
鈴木さくら
1988年生まれ、静岡県出身。インターネット広告などを製作する会社のディレクター。2016年5月から登場。静岡ローカルネタの記事が多い。
スズキナオ
東京都出身、大阪府在住。フリーライター、テクノラップバンド「チミドロ」のリーダー。最初は2014年12月に、玉置豊（現・玉置標本）の記事にてパリッコの友人として登場し、以降も玉置の記事に度々ネタを提供していた。ライターとしては2017年4月から登場。酒場ネタ、大阪ローカルネタを得意とする。パリッコとともに、ユニット「酒の穴」として記事を書くこともある。
玉置標本
1976年生まれ、埼玉県出身。元ウェブ制作会社の社員で、現在はフリーライター。2006年8月から登場。当初は本名の「玉置豊」名義で執筆。趣味の釣りを扱ったネタや、釣った魚（深海魚など）を使った料理ネタが多かった。記事内でロック歌手の秋間経夫（Rama Amoebaボーカル。元マルコシアス・バンプ）と知り合った縁で、テレビ大阪『THE フィッシング』に出演したこともある。日本さかな検定一級を所持。現在は、あらゆる方法で食材を採取して食べるネタや、手動の製麺機を用いた製麺ネタをメインとしている。著書「捕まえて、食べる」刊行を機に、2017年7月31日掲載分よりペンネームを「玉置標本」と改める。紀行ネタも多く、富山や佐渡島、宮城県女川町のリピーターであるほか、兵庫県香美町の観光大使にもなっている。
爲房新太朗
1987年生まれ、兵庫県出身。大手インターネット広告企業の社員。ライターとなる以前にも林雄司の記事に登場したことがあり、「デイリーポータルZ新人賞2014」にて次点を受賞後、2015年6月から登場。工作系の記事を得意としている。
とりもちうずら
元人形劇団員の造形作家。2021年11月から登場。自由ポータルZからライターに起用された。家電製品や調理器具、食材や非常口などぬいぐるみのモチーフになりえないような物をぬいぐるみにするなど、造形を用いた記事を得意としている。
2022年にたちかわ妖怪盆踊りのイベント「妖怪仮装コンテスト」で優勝した事をきっかけに、着ぐるみの「化けわらじ」としても活動している。
トルー
1987年生まれ、東京都出身。会社員兼イラストレーター。2015年6月に本名の「北村真一」名義でゲストライターとして登場し、同年9月からレギュラー入り。後述の北村ヂンと区別するため、2016年11月より「トルー」名義で寄稿する。2019年8月10日からは、隔週土曜日に「土曜のお便り」「白昼夢ジャーナル」と題した漫画を掲載していた。
西村まさゆき
1975年生まれ、鳥取県出身。元雑誌編集者で、現在はフリーライター。デイリー道場出身。2010年10月から登場。デイリー道場では県境に関する記事で特選を獲得した。他にも地図ネタ、電車ネタ、路線図ネタ、自治体章ネタ、辞書ネタなどを得意としている。記事中の画像の多くは、西村の妻が作成している。他のライターの取材に同行することも多い。「日曜たのしさ一万尺」では、1枚の写真からその撮影場所を当てさせる「ここはどこでしょう?」が、多くの投稿を集める人気シリーズとなっていた。
パリッコ
1978年生まれ、東京都出身。DJ・トラックメイカー、漫画家・イラストレーター、フリーライター。最初は2014年12月に、玉置豊（現・玉置標本）の記事にて知人として登場した。ライターとしては2017年4月から登場。酒場ネタ、紀行ネタを得意とする。スズキナオとともに、ユニット「酒の穴」として記事を書くこともある。
べつやくれい
1971年生まれ、東京都出身。イラストレーター、絵本作家。2004年9月から登場。記事は漫画形式のイラスト、文章は手書き文字風のオリジナルフォントで綴られる。低い等身と三白眼の自画像キャラ「べつやく」や、突然無言になったり意味不明なシーンが挿入されたりするイラストが特徴。髑髏や毛のない動物（ワニやハダカデバネズミなど）、ヘヴィメタル、東京ヤクルトスワローズに目がなく、度々記事に登場している。夫はウェブマスターの林雄司。2010年9月に結婚して以降は、べつやくや林の記事に夫婦そろって登場することが多くなっている。
ほしあさひ
生年、出身地は非公開。会社員。「デイリーポータルZ新人賞2020」で佳作を受賞し、2020年10月から登場。2023年5月をもって休載し、2025年7月より復帰した。
ほり
1992年生まれ、三重県出身。会社員。2018年5月から登場。自作ゲームや謎解きゲームの記事、VRやAIなどの技術系記事などを得意とする。
ほりべのぞみ
1986年生まれ、東京都出身、ベルリン在住。イラストレーター、翻訳者。「デイリーポータルZ新人賞2020」にてレポートマンガ部門の最優秀賞を獲得し、2020年9月から登場。ドイツに関するネタを多く寄稿している。2023年7月の掲載から休載していたが、2024年10月に復帰。ドイツで第一子を出産していた事を記事内で明かした。
まいしろ
エンタメ系のフリーライター。「デイリーポータルZ新人賞2020」にてインタビュー部門の最優秀賞を獲得し、2020年9月から登場。
まこまこまこっちゃん
京都府在住。ファンクバンド「踊る!ディスコ室町」のギタリスト。「デイリーポータルZ新人賞2020」で記事部門の最優秀賞を受賞し、2020年11月から登場。旅行で訪れたモンゴルに関するネタを多く寄稿している。
三土たつお
1976年生まれ、茨城県出身。システムエンジニア、会社役員。2005年6月から登場。東京の暗渠、古地図、路上観察などの知的ネタを得意とし、同じく地図ネタを得意とする西村まさゆきと意気投合する場面も見かけられている。「近所の情報から校歌を自動生成する」の記事は、第17回文化庁メディア芸術祭のエンターテインメント部門審査委員会推薦作品に選ばれた。非常に腰が低く、住正徳の記事「腰低会（ようていかい）」にも登場した。早稲田大学創造理工学部建築学科の設計演習Aで出される名物課題「役に立たない機械」の展覧会を取材する記事が恒例となっている。
3yk（みゆき）
不動産会社の社員。「デイリーポータルZ新人賞2020」にて記事部門の優秀賞を獲得し、2020年10月から登場。つくば市に関するネタを多く寄稿している。
山田窓
1989年生まれ。「デイリーポータルZ新人賞2020」にて記事部門の最優秀賞を獲得し、2020年11月から登場。昔の物事を調査するネタや、街歩きのネタなどを執筆する。
與座ひかる
1990年生まれ、沖縄県出身。元はオンラインメディア企業（BuzzFeed Japan）の社員で、現在はフリーのライター、プランナー。2015年5月から登場。新型コロナウイルス感染症の感染拡大以降、リモート環境に関するネタや、それに付帯したコミュニケーションのネタを多く執筆する。2023年5月をもって休載し、2024年10月より復帰した。
ヨシダプロ
1975年生まれ、千葉県出身。イラストレーターで、かつては大手学習教材出版社の編集者・雑誌編集長でもあった。2003年1月から登場。日曜日もしくは土曜日の枠を担当する。イラストを使った斜に構えるネタが多い。他には実家にいる愛犬・ももを題材としたネタ、100円ショップネタ、現在住んでいる多摩ネタと実家の千葉ネタ、週刊少年ジャンプを中心としたマンガネタ、チェーン店ネタなどを得意とする。ほぼ毎年8月には「おとなの絵日記」、年末には「ひとり紅白歌合戦」が恒例記事となっている。
りばすと
1993年生まれ、群馬県出身、神奈川県在住。会社員。ペンネームはドラゴンクエストIVに登場するNPCの名前から取っている。「デイリーポータルZ新人賞2020」にて記事部門の優秀賞を獲得し、2020年10月から登場。ライターのほりは、大学時代の研究室の先輩にあたる。
んちゅたぐい
1999年生まれ。ライター、動画制作者。2024年9月から登場。ペンネームは「人類」をそれぞれ「んちゅ（人を意味する沖縄弁）」「たぐい」と読んで分けたもの。

### 寄稿ウェブサイト
DEEokinawa
DEEokinawaは沖縄の観光情報では取り上げられないようなコネタを紹介するポータルサイト。デイリーには2011年7月から登場し、沖縄ならではの記事を取り扱う。2015年9月からは、やんばるたろうほか、DEEokinawaに所属するライターの記事も掲載されている。

#### 過去の寄稿ウェブサイト
はまれぽ.com
はまれぽ.comは「横浜のキニナル情報が見つかる」がキャッチフレーズのウェブマガジン。デイリーには2014年6月から登場し、一風変わった横浜ネタを取り扱っていた。2019年6月をもって連載を終了した。
Monsters Pro Shop
Monsters Pro Shopは、デイリーのライターでもある平坂寛が編集長を務める、自然と冒険をテーマにしたウェブサイト。デイリーには2016年8月から登場し、過去の記事などを再編集して紹介していた。2017年12月をもって連載を終了した。
海外ZINE
海外ZINEは、デイリーのライターでもあるネルソン水嶋が編集長を務める、海外在住のライターが世界各地のカルチャーショックを紹介するウェブマガジン。デイリーには2018年6月から登場し、海外ZINEの過去記事を再編集して紹介した。2020年1月をもって連載を終了した。後に、海外ZINE自体も終了した。

### 企画記事
コラボ企画・広告企画
2009年より、各企業の製品・サービスと絡めた特集記事を随時掲載している。当初は「コラボ企画」の名称で、現在は「広告企画」と銘打たれている。曜日、ライターは固定されておらず、記事内容もデイリー側に一任されているため、ほとんどコラボ元と関係ない内容、まとめになることも少なくない。代表的な記事として、ライフネット生命保険とコラボした林雄司の記事「ハトが選んだ生命保険に入る」があり、記事掲載後に数十人の申し込みがあったという。
現在はタイアップ記事の他に、法人からのスポンサードも募っている。
勝手に食べ放題
2009年12月29日開始。不定期に掲載。食べ放題メニューのない飲食店で「勝手に好きなものを好きなだけ食べる。無理して食べる必要はない」をルールとし、各ライターが飲食した様子を記事にする。
書き出し小説大賞
2012年10月21日開始。天久聖一が選者と記事を担当。文章は物語の冒頭だけで、その後の展開はすべて読者にゆだねられるものを「書き出し小説」と定義し、読者より募集する。投稿は自由部門とテーマを定めた規定部門の2部制となっている。
当初は優秀作品の発表は月3回だったが、2014年2月より日曜は読者投稿企画が主体というサイト方針になったため、隔週日曜日の発表となった。なお、天久の都合によって度々2週おき、もしくはそれ以上の間隔で掲載されることもあった。2024年1月からは月1回（曜日は不定期）の発表となる。
当企画に投稿された作品から厳選された書き出しをまとめた単行本として、『書き出し小説』『挫折を経て、猫は丸くなった－書き出し小説名作集－』の2冊が新潮社から発売された。また同様の本として、投稿者有志の自費出版により、自慢したい書き出しをまとめた単行本が出版された。
日曜たのしさ一万尺→投稿企画
2014年1月12日開始。毎週（後に不定期の）日曜日に掲載。読者による投稿企画。各ライターが企画を説明し、それに寄せられた投稿を掲載する。2017年4月までは、毎週2本程度の企画があり、各企画は2週〜3週程度の短いスパンで入れ替わっていた。西村まさゆきが担当する「ここはどこでしょう?」などの好評企画は「シーズン2」などと銘打って再登場もした。
2024年1月より日曜日が休刊日となり「日曜たのしさ一万尺」としては終了したが、その後も不定期に投稿企画が掲載されている。
とくべつ企画
2015年9月より開始。毎月2〜3日間、あるいは一週間ほど、月ごとのテーマに沿った特集記事を集中して掲載する。2018年8月は、月間を通して「なにかおもしろいことしましょう」というテーマが設けられた。
テーマ別まとめ記事
2017年6月29日開始。不定期に掲載。あるテーマに沿った記事をまとめて紹介する。初回では「人気記事」「失敗」「懐かしい」「骨折」の四つのまとめ記事が作られ、以降も随時作成されている。トップページの「傑作選」の項目からも閲覧できる。
書評
2017年6月30日開始。毎週（後に不定期の）金曜19時から土曜5時の間に、特集記事と同等に掲載。デイリーの編集部員が実際に読んだ本や使用したグッズを紹介する。商品のタイトルはAmazon.co.jpへのアフィリエイトリンクになっている。前述以外の時間でも、デイリーのトップページの「書評」の項目から閲覧できる。企画が「読者が『買ってよかったもの』」に移行し特集記事としての扱いはなくなったが、現在も不定期に更新されている。
読者が「買ってよかったもの」→商品紹介
2019年11月17日開始。不定期に掲載。特集記事の終わりに、たまに「買ってよかったもの」のアンケートが掲載されることがある。そこからの読者投稿や、編集部員・ライターが推薦する商品などを一挙に紹介する。
現在は読者アンケートを終了し、およそ月1回の掲載で、編集部員・ライターの推薦商品を紹介する。
今月の天気
2020年1月1日開始。およそ月1回の掲載。後述する「あと出し天気予報」「半月天気予報」から移行した企画。気象予報士の増田雅昭と林雄司、デイリーのライターによる対談形式で、今月の天気概況の解説を行う。
今週のコネタ→これすごくない?
2023年3月11日開始。当初は毎週土曜日、後におよそ10日に1回のペースで不定期に掲載。「記事にするには少し弱いが、皆にちょっと伝えたい」というコネタを紹介する。ライターの寄稿のほか、読者の投稿も受付け、採用者には「デイリーポータルZ特製ノート」が贈られる。
2024年6月28日より、「これすごくない?」に改題し毎週金曜日に掲載。コネタ記事に加え、読者が推薦する商品も紹介する。
アフタートーク
2024年1月19日開始。不定期に掲載。動画形式のコンテンツ。編集部の林と石川がデイリーで公開された記事について、記事の裏側や注目ポイントなどを語り合う。後には林と石川以外のライターの組み合わせでもトークを行っている。
月間新人賞
2025年2月20日開始。およそ月1回の掲載。「デイリー道場」「自由ポータルZ」の流れを汲む、読者からの投稿記事を紹介する企画。今月の掲載作品・入選・もう一息に分けて評価する。過去にあった5回入選で記事執筆の制度と、投稿による掲載作品への原稿料の支払いは終了した。

#### 終了した企画記事
別冊@search
2005年1月開始。月1回木曜日に掲載。ニフティが展開する検索サービス「@search」を利用した企画。開始当初は、検索の上位キーワードをテーマにトークを展開していく企画だった。後には上位キーワードをライターの実母に電話で聞き込み調査をしたり、「人は検索だけで何かが出来るか」をテーマに、ライターとナビゲーターのペアに分かれて検索の限界に挑戦するなど、多種多様な企画に展開していった。2009年2月27日終了。
月間総集編
前月の記事を振り返る総集編。当初は月1回土曜日、後に月1回土曜日・日曜日に掲載。年代によって、内容が大きく変遷した。
2006年2月〜：総集編開始。開始当初は林と古賀による対談形式で、前月の気になった記事を紹介していた。
2007年2月〜：「知らない人」と称されたデイリー読者や編集部・橋田に記事を推薦してもらったり、ライターの母親に記事を見てもらって評価してもらう形式となった。
2007年6月〜：内容が大きく変更され、「自信がある記事とやんなかった企画」として、ライター自身が該当月に執筆した中からの推薦記事と、記事にしなかった内容をそれぞれ取り上げる内容になった。
2009年10月〜：やらなかった企画と各月ごとのミニアンケート（最近買ったもの、泣ける話、地元自慢など）を紹介。「2011年5月の総集編」では、「まったくその月の記事の振り返りになっていないが、ボツ企画供養の意味もこめて続ける」と説明していた。
2011年9月〜：記事に使われなかった未公開写真と各月ごとのミニアンケートを紹介。
2014年8月〜：「もっとストレートに振り返った方がいいのではないか、といまさら気づきまして」（編集部・石川談）とのことで再度リニューアルされ、前月のアクセス数ランキングとSNSランキング、および印象に残った記事のライターへのインタビューを掲載する。
2019年1月〜：ランキングとインタビューを行うが、それぞれが別記事となった。ライターインタビューは月1回土曜日、前月のランキングはその翌日の日曜日に掲載。掲載様式は度々変更された。
2019年8月〜：日曜日掲載のランキング記事に、編集部が選んだMVP記事と敢闘賞記事の発表が加わり、受賞者のコメントを紹介した。
2024年にデイリーが独立し日曜日が休刊となったことに伴い、2023年12月10日をもって終了した。
スピードまちがい探し
2006年7月29日開始。過去の記事で使用された写真を使用し、制限時間5秒で間違いを当てるゲーム。2007年3月3日終了。
ウイークリーダイジェスト（人気記事まとめ）
2011年8月13日に「人気記事まとめ」として開始。毎週土曜日に掲載。当初の担当は古賀及子、2017年6月24日からは藤原浩一が担当。一週間（前週木曜日から当週水曜日まで）のデイリーの見どころを「役立つ記事」「やってみた記事」に分けて紹介した。
2018年6月23日からは、ウェブマスターの林と週替わりの編集部員1名による対談形式で記事を紹介した。同年7月21日からは「ウイークリーダイジェスト」と改題。
2018年10月6日からは、編集部員が記事の見どころを自由にコメントしたり、記事の内容を3行でまとめたりする形式になった。2022年9月24日終了。
あと出し天気予報→半月天気予報
2013年4月22日開始。増田雅昭が担当。当初は毎週月曜の連載記事だった。増田が前週の一週間に行った東京地方の天気予報を振り返り、その当たり外れと理由を検証した。今週の天気についても、概況を解説した。読者からの天気に関する質疑応答や、読者に天気図を見せてその当時の天気概況を推理させる「詰め天気」（2018年3月19日より、天気を読むの略で「TEN-DOKU」と改称）などの企画もあった。
2019年1月7日からは「半月天気予報」として、隔週月曜連載へ移行した。予報の振り返りはなくなり、2週間分の天気概況の解説を行った。
2020年1月1日からは前述の「今月の天気」として、月1回の連載へ移行した。
自由ポータルZ
2015年4月17日開始。毎週金曜日に掲載。読者からブログ記事を投稿してもらい、採用された記事には編集部員が寸評を加えた。後述の「デイリー道場」と同様に、デイリーのライターになりたい読者のための窓口と位置付けられていた。デイリー道場と異なり、採用時の賞品はない。
当初はポイント制度もなかったが、2018年5月11日より、5回採用されるとデイリーのゲストライターとして特集記事を執筆できることになった。2018年6月1日からは、デイリー道場にもあった「入選」「もう一息」の評価が付き、入選5回でゲストライターとなれた。2023年6月2日終了。
デジタルリマスター版記事
2017年8月27日開始。当初は毎週日曜日、後に毎日掲載。過去のデイリーで発表された写真が小さい記事を、文字や写真の大きさ、レイアウトなどを修正して再掲載した。記事によっては執筆者が注釈を入れたり、新しい写真を撮り下ろして掲載したりもした。元々は2017年8月11日から17日までの夏休み限定の企画だったが、好評のためレギュラー化した。2022年1月17日からはAIによる画像拡大技術を取り入れ、毎日掲載となった。2024年10月17日をもって、傑作選と統合される形で終了した。
ビジネスポータルZ
2018年1月6日開始。不定期の土曜日に掲載。ライターは不問で、ビジネスを面白おかしく解釈し、デイリー流にアレンジした記事を掲載した。「日曜たのしさ一万尺」のように、読者からの投稿を紹介する記事もあった。2018年10月16日のサイトURL変更に伴い、特集記事と統合されて終了。
土曜のお便り→白昼夢ジャーナル
2019年8月10日開始。隔週土曜日に掲載。ライターのトルーが描く不条理ギャグ漫画を掲載。2023年1月21日からは作品にトルーのショートコラムが付いた「白昼夢ジャーナル」にリニューアルされた。2023年2月18日終了。
私が選んだデイリーポータルZベスト盤
2020年2月1日開始。月1回の連載企画。各界で活躍するデイリー読者に、「デイリーポータルZの好きな記事」というテーマでインタビューした。2020年12月16日に終了したが、2024年4月3日に一度だけ復活した。
推す飯
2020年6月16日開始。不定期に掲載。「明るくてらいない気持ちでただ好きな飯を推す活動」として、4名ほどのライターが好きな食べ物を持ち寄り、試食しながらトークした。食品だけでなく、日用品を持ち寄ることもあった。2022年2月16日終了。
今週の検索ワード
2022年12月17日開始。当初は毎週土曜日、後に毎週木曜日に掲載。今週人気だった検索ワードや、いつも検索されているワード、気になった検索ワードから、それらに関連するデイリーの過去の記事を紹介した。2023年12月28日終了。
今こそリンク集
2024年1月27日開始。不定期に掲載。編集部員が興味を示したネット記事やコンテンツのリンクを紹介した。2024年5月18日終了。

## 過去に連載していた執筆者

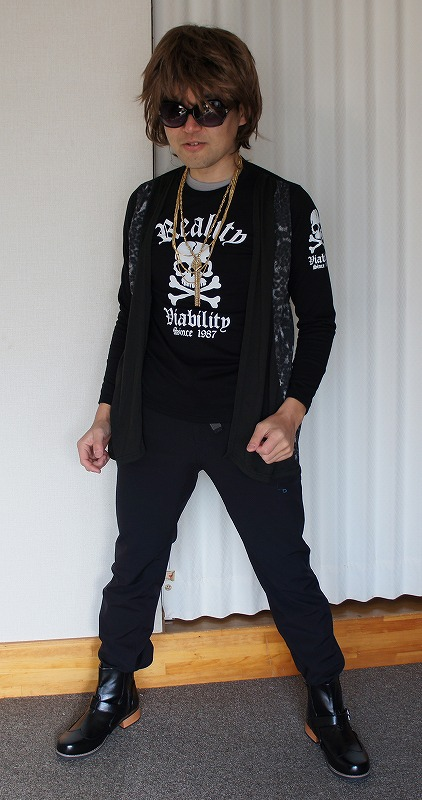
小野法師丸

既に連載を終了したライターは以下の通り。なお、毎日18時更新の「傑作選」（旧題「再放送」。過去の特集、コネタ記事から毎日1本掲載）や「デジタルリマスター版記事」では、使用されることがある。
あおむろひろゆき
荒原べんぞう
石井直也
石塚葉
井口エリ
上杉天馬
梅田カズヒコ
上泉純
おおたかおる
大坪ケムタ
岡本智博（オカモトラボ）
尾張由晃
加藤和美
金卷朋子
神田ぱん
岸川祥子
北向ハナウタ
熊
クリハラタカシ
米田梅子
小柳健次郎
斎藤公輔（NEKOPLA）
佐倉美穂
佐々木宏規
サヨコ・ソウイチ
ジーン
JUNERAY（ジューンレイ）
ステッグマイヤー名倉
拙攻
高瀬雄一郎
田中あずさ
辰井裕紀
谷頭和希
田村美葉
つりばんど岡村
土屋遊
ナミノリ
ぬっきぃ
ネッシーあやこ
パスカ
八二一
平野真章
藤井季美
藤原麻里菜
ほそいあや
前田拓
松岡郁
三宅京子
宮崎晋平
山内愛美
山本千尋
與座ひかる
ヨシナガ
四方静香
石原たきび
1970年生まれ、岐阜県出身。フリーライター、俳人。本名は石原浩樹だが、同姓同名の声優とは全く関係ない。ペンネームの通り、たき火を趣味としている。2005年1月からデイリー道場（旧コネタ道場、後述）道場主として、読者投稿の選考と選評を担当していた。当時から連休期間の特別記事には参加していたが、2013年9月にデイリー道場が終了したことで本格的に特集記事に取り組んだ。2015年までのシリーズ企画として、各地のバーや居酒屋にてその街をイメージした酒を作ってもらう「マスター、『○○』ください」があった。2020年3月をもって連載を終了した。
榎並紀行
1980年生まれ、埼玉県出身。父親の赴任先のニューヨークにて出生した。旅行ガイドブックの編集者だったが、現在は編集プロダクション会社を興し、編集・ライター業を営んでいる。2008年7月にゲストライターとして登場し、同年11月からレギュラー入り。食べ物ネタや旅行ネタを得意としていた。2018年6月をもって連載を終了した。連載終了後も、編集者としてデイリーに協力している。
大北栄人
1980年生まれ、大阪府出身。フリーライター、動画制作者、コントユニット「明日（あす）のアー」主宰。コネタ道場出身。2006年8月から登場し、石川大樹とコンビライター「ざんはわ」として記事を書いていた。2007年3月より、単独での記事を開始。長らく火曜日枠を担当した。編集部所属ではないが、プープーテレビ（後述）の運営も担当した。初期から得意とした妄想ネタや、様々な業界の関係者へのインタビュー、専門家と街を歩きながら蘊蓄を聞く記事が多い。「大物監督にコケる芸を習う」の記事では、林雄司とともに北野武へのインタビューを敢行した。妻は、かつてデイリーのライターだった高瀬克子。2024年6月をもって連載を終了した。
大塚幸代
1972年生まれ、埼玉県鶴ヶ島市出身。フリーライター。2002年10月のデイリー開始時より参加したライターの一人。雑誌「Quick Japan」の編集部に在籍していたことがあり、音楽やサブカルチャー関連の記事を得意とする。テンションが低めの独特な文体で、酒・居酒屋ネタ、料理記事、海外関連の記事なども手がけていた。代表的な記事として、「青くする実験」が有名。ライターの古賀及子、高瀬克子とともに、「クラムチャウダー・シベリア・アタック」なるアーティスト写真だけの架空のバンドを組んだこともある。連載末期は友人の「Tさん」とともに気になるスポットを探訪する記事や、埼玉県にあるうどん屋を巡る記事が目立っていた。2015年3月30日に死去。デイリーでは2015年4月3日付けの編集部ブログにて死去が報告され、同年4月16日に追悼記事が掲載された。
大山顕
1972年生まれ、千葉県出身。写真家、フリーライター。2005年1月から登場。長らく金曜日枠を担当していた。団地、工場、ジャンクション、高架下建築、共食いキャラなどが好きで、それらの建造物、キャラクターを題材にしたネタが多い。クリスマスシーズンには、一般住宅のイルミネーションを「うかれ電飾」と名付けて鑑賞する記事が恒例となっていた。2009年10月に過去の記事（テトラポッドのペーパークラフト）にて盗用が発覚し、謝罪ページに変更された。2019年11月をもって連載を終了した。
荻原貴明
1976年生まれ、群馬県出身。ウェブデザイナー、アプリ作家。かつてはライターの住正徳が経営していたウェブデザイン会社に勤めていた。2002年10月のデイリー開始時より参加。毎月1回、「おぎわら遊技場」と題したゲームを掲載している。デイリーポータルZのトータルデザインも担当している。長らく日曜日枠を担当し、2012年9月をもって一旦連載を終了したが、2015年5月に土曜日枠として復帰した。Flashゲームを多く制作していたものの、2020年12月末をもってFlashのサポートが終了したため、これらのゲームは遊べなくなった。なお、いくつかのFlash作品はリメイクされた。2024年1月のデイリー独立に伴い、2023年12月をもって連載を終了した。
乙幡啓子
1970年生まれ、群馬県出身。フリーライター。2003年8月から登場。硬質ウレタンなどを使った工作記事を多く扱っており、2011年には雑貨の企画製作を行う「妄想工作所」を立ち上げた。デイリーに掲載した工作作品をまとめた著作「妄想工作」も上梓した。寝台特急が好きという鉄道ファンでもあり、鉄道ネタも執筆していた。2014年4月をもって一旦連載を終了したが、2015年1月より復帰。2024年1月1日のデイリー独立に伴い、2023年12月をもって再び連載を終了した。
小野法師丸

1973年生まれ、埼玉県出身。小学校の教員。2002年10月のデイリー開始時より参加したライターの一人。当初は「法師丸」の名で執筆していたが、2005年に自著「コラム息切れ」を発売した際に、現在の名に改めた。独特な文体で、婉曲的なエロネタや妄想ネタを中心に記事を執筆した。健啖家で、食べ歩きや大盛り料理、食べ放題に関する記事もある。記事内の自身の写真はデイリー内でも特に存在感を放ち、2009年8月20日の記事「俺がキャベツ太郎だ！」は、読者投票による同年の「いい意味でひどかった記事」の第1位に選ばれた。2016年10月をもって連載を終了した。連載終了後、2019年の春に教職を辞め、同年6月、埼玉県三郷市にボードゲーム専門店を開いた。2024年1月5日に、1回限りの復活記事を寄稿した。
加藤まさゆき
1978年生まれ、東京都出身。茨城県在住の高校教諭（理科）。コネタ道場出身。2009年2月から登場。当初は専門分野である生物・理科に関連した記事が多かったが、後にあらゆるジャンルの記事を手掛け、茨城・千葉のローカルネタを扱った記事も多くなった。他のライターの記事で理科に関する話題が出たときに、解説者として登場することもある。2020年6月をもって連載を終了した。連載終了後も「今月の天気」の聞き手や、理科系記事の解説で登場することがある。
きだてたく
1973年生まれ、京都府出身。文房具ライター、文房具収集家。2012年5月にゲストライターとして登場し、同年9月からレギュラー入り。文房具に関する記事が多く、レギュラー参加以前にも林雄司の文房具記事に登場していた。その他にもグルメ、工作、取材ネタなど記事対象は幅広い。2015年10月に漫画家の栗原まもると結婚し、その一年半後に撮影した特撮風の結婚写真の記事が読者からの大きな反響を呼んだ。2024年1月1日のデイリー独立に伴い、2023年12月をもって連載を終了した。
北村ヂン
1975年生まれ、群馬県出身。フリーライター、イラストレーター。2009年3月から登場。蝶ネクタイ姿の熊など、イラストを多用した独特の作風で、各地の珍スポットや面白い人物の取材ネタや、著名な漫画・アニメなどの画風に似せてイラストを描くネタなどが多い。コロナ禍以降は、少年時代の想い出を題材にしたネタも増えた。かつては@niftyお楽しみマガジンで「お〜い!ニフ丸」というマンガも連載していた。プープーテレビではテレビドラマのあらすじ紹介を中心とした「1分で振り返る（まとめる）」シリーズが好評で、フジテレビ系『めざましテレビ』でも、一時期同様の企画でレギュラー出演していた。実父は医師の北村邦夫。お笑いコンビ「こてつ」の北村智は弟。2024年1月1日のデイリー独立に伴い、2023年12月をもって連載を終了した。
木村岳人
1981年生まれ、神奈川県綾瀬市出身・在住。元ゲームプログラマーで、現在はフリーライター。コネタ道場出身。2007年6月から登場。旅行、特に文化財・史跡巡りという趣味を活かした紀行ネタが多く、記事では道中の写真をふんだんに使用していた。2011年4月30日から同年6月30日までは四国八十八箇所を徒歩と野宿（一部宿泊あり）で踏破する「木村岳人のお遍路日記」を連載した。2017年から2018年にかけては、記事掲載が不定期なスポット参加になっていた。2024年1月1日のデイリー独立に伴い、2023年12月をもって連載を終了した。
工藤考浩
1973年生まれ、北海道室蘭市出身。コネタ道場出身。2006年4月から登場。さまざまな職歴を重ねた後、2008年3月からニフティ社員となり、デイリーポータルZ編集部に加入した。乗り物（特にバス）好きで旅モノのネタ、身近な生活で生じるネタ、食べ物ネタ（カレー、ハムなど）、だじゃれネタが多い。代表的な記事として、東日本大震災の約一ヵ月後に発表した「豚の足一本分のハムを買ってしまった」がある。以前@niftyお楽しみマガジンで連載されたマンガ「お〜い!ニフ丸」では主役も務めていた。2012年3月末でニフティを退職、同時にデイリーポータルZライターとしても連載を終了した。現在はフリーライター。
小堺丸子
東京都出身。OL、ウェブサイト編集者。デイリー道場出身。2010年4月から登場。日々の暮らしからの個人的な疑問を解消する実践系のネタが多い。見知らぬ人にも物怖じせず取材を行うなど、高いコミュニケーション力を発揮していた。当初は細い目と厚い唇のキャラクターが特徴の独特のイラストを記事に挟んでいた。シリーズ企画として、その土地の人にお薦めの場所を尋ねて観光をする「地元の人頼りの旅」があった。2019年7月をもって休載。「地元の人頼りの旅」は、編集部の安藤昌教が引き継いで担当した。2021年3月に復帰したが、2024年1月1日のデイリー独立に伴い、2023年12月をもって連載を終了した。
小堀友樹
1986年生まれ、京都府出身。テレビCM製作会社の社員。コネタ道場出身。2010年9月から登場。奇抜な作品が登場する工作系の記事を中心に執筆した。連載当初は、記事がスライドショー形式で構成されていた。2022年11月から約1年間は記事を休載。2024年1月1日のデイリー独立に伴い、2023年12月をもって連載を終了した。
斎藤充博
1982年生まれ、栃木県出身。元はリース会社の社員で、現在は民間の指圧師兼フリーライター。2009年2月から登場。かつて原宿の路上で四コマ漫画を描いていたことがあり、記事内でも自身の心象や取材の対象物・人物などをイラストとして描いた。当初は白黒のイラストだったが、2014年5月からはカラー化した。一時期は、編集部員からライターのT・斎藤と区別する意味で「M斎藤さん」と呼ばれていた。2019年10月をもって連載を終了した。
さくらいみか
1981年生まれ、島根県出身。デザイン会社のプログラマー。デイリー道場出身。2010年10月から登場。趣味である編み物を利用した工作系の記事が多い。取材系の記事でも、自身をイメージした編み物の人形を登場させていた。節分時など、鬼を扱った記事をよく執筆していた。戦国時代の武将・塙団右衛門の末裔にあたり、NHK大河ドラマ『真田丸』で彼を演じた小手伸也へインタビューをしている。2023年3月をもって連載を終了した。
櫻田智也
1977年生まれ、北海道函館市出身、岩手県在住。2008年1月から登場。地元岩手の土地柄や環境を生かしつつ、奇抜な格好・行動を織り込んだ記事内容や写真、またそのキャプションの独特さは、一時期小野と双璧をなしており、両者のコラボ記事も存在する。その一方で、地元や自身の日常生活に関わる食べ物・施設・小物などに焦点をあてた記事も執筆することがあった。2011年3月をもって連載を終了。2013年、東京創元社主催第10回ミステリーズ!新人賞受賞を機にミステリー小説家へと転身し、おおたかおるの2013年11月8日の記事「私だってミステリー小説を書き上げたい」に登場。記事中では前述の授賞式の模様も掲載された。
住正徳
1970年生まれ、神奈川県横浜市出身。フリーライター、文芸作家。かつてはウェブデザイン会社「デジタルビイム」の代表取締役であった。2002年10月のデイリー開始時より参加したライターの一人。スタート時から長らく木曜日枠を担当し、書籍「ロマンの木曜日」も出版。2008年10月より土曜日枠で「週刊すみましーん」という連載を開始。某大手ファミレスチェーン風のタイトルロゴも作成された。2009年末で40歳を迎えることを機に特集記事への執筆を休止したが、他の記事やラジオへの出演は続けていた。
2013年4月20日より、突如「サントス・ジュニア」なる覆面ライターが登場し、林雄司とともに街歩きや珍スポットを探訪する記事を中心に執筆していたが、彼が多くの記事で覆面を脱いでおり、正体が住であることを明らかにしていた。同年9月10日から、住正徳名義での特集記事が復活した。住名義でも林とともに取材や企画を行うことがあった。2017年12月をもって再び連載を終了した。
高瀬克子
1968年生まれ、秋田県出身。2004年7月から登場。食べ物、料理に関するネタが中心。記事対象の食材に妙に肩入れする傾向があり、迷走する場合がしばしばあるが、「自家製コンフィ（肉を脂で煮た料理）」「高瀬揚げ（通常のものよりぶ厚い油揚げ）」など傑作料理を編みだすことも多い。夫はデイリーのライターだった大北栄人。2015年7月をもって連載を終了した。
T・斎藤
1971年生まれ、茨城県出身、長崎県在住。自営のシステムエンジニア。2004年7月から登場。長崎ネタ、鉄道ネタが多い。「ステテコが来る！」に代表されるステテコネタを推していたこともあった。デイリーライターきってのカメラ好き、ボードゲーム好きでもあり、ボードゲームのイベントであるゲームマーケットにも出展経験がある。2016年9月をもって連載を終了した。現在はボードゲーム作家として活動している。
ネルソン水嶋（水嶋たける）
1984年生まれ、大阪府出身。海外情報ウェブサイト「海外ZINE」の編集長。2011年よりベトナムに移住。「デイリーポータルZ新人賞2014」にて「ベトナムでダチョウに絶対乗る方法」で大賞を獲得し、2015年2月から登場。レギュラー後もベトナムならではの記事を多く扱っていた。2018年7月からはタイに移住し、タイの記事が中心となった。2020年1月をもって連載を終了した。
萩原雅紀
1974年生まれ、東京都練馬区出身。会社員だが、フリーライター、写真家としても活動する。2007年3月から登場。幅広いジャンルのネタを誇るが、ダムマニアの第一人者であることからダムに関するネタが多く、自ら「ダムライター」と名乗っていた。八ッ場ダムについては、その建設工程を随時紹介していた。デイリーに掲載した記事をきっかけに、2013年からは、有志とともに非公式の「日本ダムアワード」を開催。2013年のダム大賞となった日吉ダムからは歓待を受けた。鉄道ネタも多い。2019年7月をもって連載を終了した。
馬場吉成
1972年生まれ。工業製造業系ライター。小料理屋の店主でもあった。2008年10月にゲストライター（当時は「吉成」名義）として登場し、2009年1月からレギュラー入り。調理実践系のネタが多く、特に酒に合う料理を得意とした。他のライターの記事で料理人として登場することもあった。少林寺拳法、プロボクサーの経験があり、マラソンなどの体力実践系の記事も多い。話が長いことが、他のライターによって度々ネタにされていた。2019年4月をもって連載を終了した。
平坂寛
1985年生まれ、長崎県出身。生物ライター。怪魚・外来種ハンターとして、テレビ・雑誌などのメディアにも登場している。2011年3月から登場。デイリーでも、怪魚、深海魚、外来種などを捕らえる記事を中心に執筆した。普段食用としない生物も積極的に食し、自ら危険な生物に噛まれたり毒針に刺されたりすることも多い。2016年8月から2017年12月までは、ウェブサイト「Monsters Pro Shop」の編集長としても記事を提供していた。2022年1月をもって連載を終了した。
藤原浩一
1986年生まれ。埼玉県戸田市出身。最初は読者としての登場であった。ライターとしては2005年8月から登場。モテない、チェリーボーイ、無言、ニートなど様々なキャラ付けがされていたが、基本的に他者からイジられることが多かった。特集記事の他に、プープーテレビで月2回動画を公開していた。自らの日常、観察した出来事をまとまりなくつぶやく「フジワラFM」は、デイリーポータルZラジオ内で好評となり、一時期はクラブ活動（後述）でも毎日更新されていた。2014年2月に編集部に加入。当初は産休に入った橋田玲子の代理としての「バイト編集部員」だった。大北栄人が主宰の「明日のアー」にも参加している。2024年1月のデイリー独立に伴って東急メディア・コミュニケーションズ株式会社を退職し、ライターとしても連載を終了した。
松本圭司
1976年生まれ、千葉県出身。元システムエンジニアで、現在はフリーライター、スマートフォンのアプリ作家。コネタ道場出身。2008年3月から登場。現在住んでいる葛西・京葉線沿線ネタ、富士山・モンブラン登頂や東海道を歩くといった体力系のネタ、実際に使ったり食べたりした商品を勝手に推薦するレコメンド記事、3Dプリンターを用いた造形ネタなどを執筆した。2024年6月をもって連載を終了した。
megaya
ウェブプログラマー、note株式会社の技術広報。2015年の「第1回日本おもしろ記事大賞」にてデイリーポータルZ賞を受賞し、2016年5月から登場。三島食品のふりかけ「ゆかり」を愛食しており、度々記事にした。非常に似ている兄弟がおり（三男一女の次男）、兄弟や彼らに対する愛情をテーマにした記事も執筆した。2024年7月をもって連載を終了した。
ライスマウンテン
旅レンジャー1号・2号のライターユニット。2004年11月より登場。海外に行くことが多くモンゴル、中華人民共和国、ベトナムなどの海外を扱ったネタが中心。ユニットではあるが、実際の執筆は2号のみで全て行っていると、2006年12月出荷分のデイリーグッズ通販に添付された冊子に記されていた。2023年5月をもって連載を終了した。

## 特集以外の執筆者・スタッフ
伊藤陽美
兵庫県出身。元デイリーポータルZ編集部員。大北栄人と共に、デイリーのトップページにある『リンク』（他サイトの注目記事を選定して掲載）を担当していた。連休期間の特別記事に参加する場合もあった。
岩沢卓
1978年生まれ、千葉県出身。兄の岩沢仁と共に「バッタ☆ネイション」として活動する映像・ウェブ制作者。2014年3月よりプープーテレビにて、様々なものを製作する動画を月1回配信した（終了時期不明）。デイリーの特集記事にて、ライターの要請に応えて道具・機材や動画を製作することもあった。
岡田悠
ライターとしても活動する会社員。2021年5月7日よりSatoruとのトークラジオ動画「旅のラジオ」を担当した（2023年12月まで）。
甲斐隼平・小林哲也
劇団・ヨーロッパ企画所属のスタッフ。甲斐は2018年5月から、小林は2019年10月から、後述の西垣匡基の後任として、プープーテレビにて、KBS京都『ヨーロッパ企画の暗い旅』と連動した動画を発表した（2023年12月まで）。
カラスヤサトシ
1973年生まれ、大阪府出身。漫画家、イラストレーター。2014年11月から2016年6月まで、ウェブコミック配信サイト「チャンピオンクロス」とコラボした記事「カラスヤポータルZ」を執筆した。
Satoru
1982年生まれ、ウィーン在住。ウィーンの国際機関に勤務。自由ポータルZからライターに起用され、2019年10月から登場。ヨーロッパ各地を舞台にした記事を執筆していた。2020年6月をもって本業の都合で連載記事を休止。2021年5月7日より岡田悠とのトークラジオ動画「旅のラジオ」を担当した（2023年12月まで）。
スエヒロ（末弘良雄）
1978年生まれ、京都府出身。プログラマー。ブログ「ワラパッパ」の運営者。デイリーポータルZでは「ボツ企画即売会」に参加したり、特集記事も不定期ながら執筆した。
鶴久マネージャー（鶴久英二）
元ニフティ社員。平岩部長（後述）の後任として、2008年4月より登場し、デイリーおよび東京カルチャーカルチャーを担当した。非常に謙虚で、デイリー担当以前にライターの三土たつおとともに「腰低会」の記事に登場したこともある。現在は退社し、システム開発会社の代表取締役。
長嶋有
1972年生まれ、埼玉県草加市出身。第126回芥川龍之介賞、第1回大江健三郎賞、第52回谷崎潤一郎賞などの実績を持つ作家。デイリーでは度々イベントや記事に登場しており、2024年9月19日には新刊発行に合わせ自ら特集記事を寄稿した。
西垣匡基
1985年生まれ、和歌山県出身。元・ヨーロッパ企画所属で、現在はマゴノテ所属の脚本家、演出家。2018年4月までプープーテレビにて、『ヨーロッパ企画の暗い旅』のWeb版動画を担当した。2018年5月からはヨーロッパ企画を離れ、デイリーの特集記事に密着した動画を発表した（2023年12月まで）。
平岩部長（平岩高弘）
元ニフティ社員。デイリー編集部他を擁する、同社コミュニティメディア部のジェネラルマネージャーだった。役職ではあるが、デイリーの記事では住正徳の「日本の最北コレクション」や、4周年企画の「デイリーポータルZ誘拐殺人事件」などに登場した。2008年4月に退職後も、度々デイリーの記事やイベントに登場・参加した。ニフティ在籍中はもっぱら「平岩部長」と呼ばれていたが、同社退社後の記事にて本名が明らかになった。現在はバゲット評論家として活躍中。
ヒロエトオル
1982年生まれ、奈良県出身。放送作家。2014年2月にプープーテレビのゲスト投稿者として登場し、好評につきレギュラーとなった。「ヒロエトオルのテレビ報告」と題し、実際に視聴したテレビ番組の見どころやツッコミどころを紹介する動画を隔週で発表した（2023年12月まで）。
宮城マリオ（宮城剛）
1976年生まれ、新潟県佐渡市出身。エアギタリスト。丁髷頭がトレードマーク。特集記事の執筆はないが、2004年11月の林雄司の記事「微妙な仲の人とみかん狩り」、2005年4月の記事「エアギター入門」を皮切りに、取材対象としては多数登場し、クラブ活動にも参加した。プープーテレビでは動画作品「日常ミュージカル」「歌のおじさん」を発表した（2023年12月まで）。
横山店長（横山伸介）
1967年生まれ、高知県いの町出身。 2006年4月にニフティに入社。かつて勤めていたロフトプラスワンとは違う方向性のイベントハウスとして自ら立案した、ニフティ運営（2021年2月より東急メディア・コミュニケーションズ、2023年8月より株式会社ドリームスタイラーが運営）のイベントスペース「東京カルチャーカルチャー」で店長を務める。宮城と同様に、特集記事の執筆はないが、取材対象としてや、ライターに同行する形で特集記事に登場することがあった。2023年8月に「東京カルチャーカルチャー」の運営元が変更された後の動向は不明。
よしだともふみ
かすやきょうことのユニット「テクノ手芸部」として活動するクラフト系アーティスト。ライターに電子工作のレクチャーをしたり、ライターの要請に応えて道具を製作したりした。

## その他のコンテンツ

### デイリーポータルZラジオ
2005年7月7日から開始。毎週日曜日16時にMP3形式で公開される音声配信コンテンツ。ポッドキャストとして配信された。開始当初は約30分の配信で、ニフティ会議室のほか、屋外、ライターの自宅、イベント会場、イベント後のホテル部屋内での飲み会会場、取材先からの帰りの寝台列車内などさまざまな場所で録音されていた。幾度か大まかな構成・レギュラー出演陣が変わり、後には編集部から1名が出演する以外は、出演メンバーや内容を固定化せずに配信される形式となった。番組のテーマ曲、ジングルは石川の制作したものが使用された。
幾度となく「レギュラーコーナーを」「こんな企画をやってみたい」という話が出て、実践はされるものの、1ヵ月以上は続いた例がなかった。また、サイト内新企画や、イベント予定なども、この番組内で最初に発表されることが多かった。
2009年10月9日より、金曜21時よりストリーミングで2時間程度の生放送を行い、日曜日にその内容をポッドキャスト配信する形式へ変更。日曜日は、30分程度のダイジェスト版と、生配信と同内容のフルサイズ版＝ロングバージョンの2種が配信されていた。編集部の男性部員が進行し、レギュラー連載のライターをゲストに迎えるほか、ライターへの生電話インタビュー、古賀や横山が録音で出演するコーナーが実施された。
2012年4月より、昼の生ラジオ形式に移行。火曜日の12時25分〜55分までの30分間にて生配信し、日曜日にポッドキャストを配信した。後には生ラジオも中断され、日曜日16時の更新時に、あらかじめ録音を行ったポッドキャストを配信した。末期は、ひとつの企画について、3〜4週にわたって配信された。2018年4月15日の配信をもって、ポッドキャスト配信は一旦終了となった。配信の最終回にて、約820本のアーカイブがあることが明かされた。
2018年5月14日より、エキサイトの音声配信アプリ「Radiotalk」を用いて、5分〜12分ほどの短い音声配信を行った（2019年05月31日まで）。

#### デイリーポータルZラジオ第2部
2008年1月27日から開始。日曜日23時に公開されて翌朝9時には、サイトトップページの新着記事一覧から消されるのが特徴。コンセプトは「オールナイトニッポンの第2部のように、若手ライターが主体となってやっていくポッドキャスト」。本企画提案の梅田と、大北（ざんはわ）の2人で進行していたが、4週目（2月17日）からはそれぞれが1人で番組を1本ずつ作り、2本の番組が同時公開されるスタイルに変更されるなど、方向性は流動的な部分も多かった。6回目（3月2日）から、前半・梅田／後半・大北と、2つの番組を1つにまとめて配信する形へと変更された。
2008年6月1日分の公開をもって「1部に吸収合併」として最終回となり、現在はデイリーのアーカイブページからも一切リンクされていない（デイリーポータルZラジオ第2部のページ）。

#### デイリーポータルZ（FMラジオ番組）
2008年7月1日 - 2009年3月31日まで、北海道の民放FMラジオ局、FMノースウェーブにて放送された、ニフティ提供のラジオ番組（CMは入らない）。ナビゲーターの木河淳と、“DPZ編集長”の林が毎回登場し、週交代でレギュラーライター陣が加わって、これまでに取り上げた記事などについて紹介。北海道内向け（青森県の一部地域でも受信可能）の放送だが、東京で収録の上、放送されていた。

#### 天使のツボ（FMラジオ番組）
2009年6月6日 - 2014年8月31日まで、山梨県の民放FMラジオ局、FM-FUJIの『WESTSIDE TOKYO』にて放送されていたコーナー番組（土曜 7:45頃〜（10分程度））。前述の木河がメインDJを務めるワイド番組に林が電話生出演する形式で、注目記事などについて紹介した。紹介した記事や番組の音源は、特設ブログで紹介する他、ポッドキャスティングとしても公開されていた。

#### Satoruと岡田悠の旅のラジオ
2021年5月7日に開始。Satoruと岡田悠によるトークラジオ形式のコンテンツ。毎週木曜の12時にYouTube、Podcast、Spotifyにて配信された。映像はべつやくれいによる出演者の似顔絵を表示した。聞き手は編集部の石川大樹が務めた。
2021年7月8日から2022年1月19日までは、同様のラジオ企画として「北向ハナウタとトルーの不毛ラジオ」が配信された。また、2022年4月26日から2023年12月31日までは、安藤昌教と宮尾亘（東京カルチャーカルチャーイベントプロデューサー）による「デイリーポータルZと東京カルチャーカルチャーのラジオ」が配信された。
2024年1月のデイリーの独立に伴い、2023年12月28日をもって終了した。以降はsatoruと岡田のnoteのコミュニティにて、「超旅ラジオ」として継続されている。

### プープーテレビ
2008年3月10日に開始。各ライターの出演、制作による動画コンテンツ。特集記事とは別個に、1分程度の動画を毎日20時に1本公開した。
デイリーのライター以外の者も動画製作に参加したほか、KBS京都『ヨーロッパ企画の暗い旅』との連動動画もあった。過去にはデイリーの記事のおかしな部分を紐解く「デイリーポータルZ反省会」、デイリーのライター達が街を歩きながら知識を披露し、相手により多く「へぇ」と言わせる「ストリートへぇター（ストへぇ）」といった企画もあった。
コロナ禍以前は年に1回（基本的には年初め）、特別企画として長編動画が公開された。したまちコメディ映画祭2017において、大北栄人が監督を務めたプープーテレビの長編動画作品『WindowsUpdateは突然に』がグランプリを受賞した。
2024年1月のデイリーの独立に伴い、2023年12月をもって終了し、以降はYouTubeではチャンネル名を「プぁと地」と変えて残している。
制作者陣（2023年12月の終了時時点）
月曜：べつやくれい／ヒロエトオル
火曜：西垣匡基／藤原浩一
水曜：林雄司／宮城剛／総集編
木曜：大北栄人（古賀及子と出演する場合もあり）
金曜：安藤昌教（10秒動画）
土曜：藤原浩一（フジワラFM）
日曜：ヨーロッパ企画／週替わりの企画

#### デイリーポータルZテレビ
2005年12月20日に公開された動画コンテンツ。特集と同等の記事として登場し、記事の取材風景や、イベントの模様、宮城マリオによる「ミヤギテレビ（略してMTV）」、べつやくれいの人形アニメーションなどを収録した。その後、2006年10月からは月1回を目途に更新されたが、2007年9月を最後に中断した。

### デイリーポータルZ新人賞
2014年に第1回を開催。後述のデイリー道場のように、デイリーのライターへの登竜門として開催された。記事部門とレポートマンガ部門があり、大賞を獲得したネルソン水嶋のほか、多くの入賞者や次点の投稿者がデイリーでの連載を開始した。
2017年には第2回を開催。記事部門とマルチメディア部門に分けて各賞が選出された。授賞式は神奈川県の宮ケ瀬ダムにて行われた。
2020年には第3回を開催。記事部門、インタビュー部門、動画部門、レポートマンガ部門に分けて各賞が選出された。「ライターとして最も大切な能力は『おもしろがり力』である」をコンセプトとし、最優秀賞には「おもしろがり大賞」としてガリをモチーフにした優勝カップが贈られた。
2015年には、新人賞と同じ趣旨で、バーグハンバーグバーグが運営する「オモコロ」との共同企画として「日本おもしろ記事大賞」が開催された。
2022年には、同じくnoteとの共同企画として「やってみた大賞」が開催された。

### 終了したコーナー
デイリー道場（旧 コネタ道場）
2005年1月22日に「コネタ道場」として開始。「道場主」こと石原浩樹（石原たきび）が担当。一般の読者からコネタを募集・紹介するコーナー。審査により「入選」作品と、入選を逃がした「もう一息!」作品を紹介した。2008年9月11日から始まった「風雲！コネタ城」（後述）とタイトルが紛らわしいということで、「デイリー道場」に改名された。
開始当初は毎日1作品を23時ごろに更新。入選するとオリジナルのQUOカード2000円分が送られ、5回入選すると「黒帯」としてトロフィーが贈られた。
2007年5月にリニューアルされ、週一回、土曜日（後に金曜日に移動）にまとめて発表され、更に林が選者に加わり、入選する確率も上がっていた。入選時の賞品も、QUOカード2000円分と、採用の都度与えられたポイントによる商品交換に変わり、黒帯認定は廃止された。2009年12月からは入選以上の評価である「特選」が新設された。特選はQUOカード3000円分とポイントが送られる上に、トップページにて特集記事と同等の扱いで紹介される特典があった。
2013年5月に再度リニューアルされ、掲載記事は一週につき1本、ポイント制も廃止となり、代わりに月刊賞が導入され、月末の土曜に再掲載される。掲載時の賞品はサトウのごはんとなった。
基本はフリーテーマで投稿できるが、毎月最終週に限り、テーマに基づいた投稿のみを紹介する形式をとっていた（2007年10月より実施）。入選回数の多い投稿者を特集記事のライターとして登用しており、工藤考浩・松本圭司・小柳健次郎・ざんはわ等は、コネタ道場から登用されたライターである。
2013年9月27日をもって終了となった。後継企画として、2015年4月17日より毎週金曜日に「自由ポータルZ」が連載された（2023年6月2日まで）。
1000円あげるから
大塚幸代が出題・選者を担当。毎週月曜日に出されるお題に基づいて、読者から写真を投稿してもらい、優秀作品の投稿者はオリジナルのQUOカード1000円分が貰えるというもの。寄せられた作品は、翌週月曜日（月曜日が祝日の場合は、火曜日）に公開された。2009年より、出題発表が木曜日・投稿締切が出題翌週火曜日へと変更された。2009年3月終了、後継企画として「写真ヒルズ」、「日曜たのしさ一万尺」があった。
日刊デイリー
各ライターが入れ替わりで担当。読者からあるテーマで一定期間回答を募集し、寄せられた回答の中からライターが面白い回答を選び掲載した。MVPに選ばれると、ライター選定の賞品が贈られた。主に何かの体験談や大喜利形式の出題であることが多い。2009年3月終了、後継企画として「文章ヒルズ」（2012年6月終了）、「日曜たのしさ一万尺」があった。
ちょっと見てきて
投稿型コンテンツ。個々人の思い出の場所、気になる場所、現況を見たい場所を「見てきて」に投稿し、掲載された中から、それに対してのリアクションとして「見てきた」場所の画像やコメントを投稿できるもの。2005年9月に1ヵ月限定の企画として実施され、2007年11月よりレギュラー企画となった。テレビ番組でも取り上げられ（NHK『未来観測 つながるテレビ@ヒューマン』2008年1月6日放送、フジテレビ『とくダネ!』2008年1月22日放送）、林がインタビューに答えたほか、実際に「見てきて」や「見てきた」に寄せられた投稿について、各番組で独自取材を行った模様が放送された。2008年9月4日からは、場所を特定せず、テーマに沿った風景を募集・投稿する「見たいわ」が始まった。2016年9月30日終了。
クラブ活動
2006年9月より開始。毎月4人のライターが、それぞれのテーマに沿った写真・映像を紹介するもの。基本的に一日一枚のペースで1ヶ月の連載。ただし、1日数度更新する企画や2ヶ月連載する企画もあった。2007年11月から活動クラブ数が減り、月1つ程度となった。また、連載期間終了済みのクラブでも、臨時更新されることがあった。2014年3月13日を最後に更新がなくなり、2016年3月23日のサイトリニューアルにてトップページからもリンクが消え、事実上終了した。
持ってけ!石リレー
2008年6月7日開始。「オリンピックの聖火リレーをイメージして発案した」（安藤談）ということで、全国4か所に用意された石の場所をサイト上で発表。それを読者が拾い、石を他の場所に移動させ、その移動場所をサイト上で公開して、次の「運搬読者」を待つ。これを繰り返しながら、ゴール（東京カルチャーカルチャー）を目指すという企画。北海道、石川、千葉、沖縄がそれぞれ出発点となり、千葉が出発点となった石は19日間でゴール（6月14日 - 7月2日）。その後、デイリーポータルZ エキスポ（8月16日・17日）中にすべての石が揃った。
2013年8月30日からは、コロカル（マガジンハウスが運営するウェブマガジン）とのコラボ企画として「持ってけ!石リレー 5大ドームツアー」と題した続編企画を実施したが、石が2度の失踪に遭ったため中止となり、デイリーポータルZの11周年（10月7日）に石が石人間（編集部・橋田が仮装したもの）となって編集部に帰ってきた、という体で終了した。
風雲!コネタ城
2008年9月11日開始。元々は同年ゴールデンウィーク期間中だけの企画だった。林曰く、もっと早くオープンする予定であったらしく、開始の時点で100本以上のネタのストックがあった。内容はローカルなネタや日常内のコワザを各ライターが紹介していくもの。いずれもタイトルだけで内容がわかるような短いネタばかりであった。読者からの投稿も受け付けており、掲載されるとサトウのごはん（以前は2個だったが、味噌汁がついてから1個となった）とマルコメの味噌汁（2009年5月1日より）が贈られた。タイトルは林が好きだった番組『風雲!たけし城』のもじりで、風雲は「ふーん」と思うぐらいのコネタという意味もあった。読者が「ふーん」と思ったら殿のアイコンをクリックするカウンターや、コネタを再現してみた読者のための「やってみた」投稿の機能もあった。同じ趣旨の「こねったー」の開始により、2011年12月1日終了。
@nifty!たぶん袋
2009年9月17日開始。石川大樹が担当。Q&Aサイトの体裁をとったコーナーだが、誰かが投稿した質問に他の誰かが「たぶん…」と自信なさげに答える、デイリーらしい構成となっていた。そのため実質的には大喜利コーナーと化していたが、ごく僅かに真面目な質問や回答も書き込まれていた。利用には@niftyIDが必要。2011年9月2日終了。
こねったー
2011年12月1日開始。元々はゴールデンウィーク期間中だけの企画で、ライターがコネタをリアルタイムに投稿していたものだった。ライターおよび読者が、変わった物、意外な発見、妙な物件などを「#こねったー」のハッシュタグをつけてツイッター（現X）で報告した。前述の「風雲!コネタ城」をツイッターに特化したコーナーだが、コネタ城と異なり読者が投稿しても賞品は出ない。2016年9月30日終了。
国際GIFアニメアワード
2012年から2014年まで開催された、投稿型コンテンツ。1990年代のネット黎明期に流行したGIFアニメーションを「インターネットの伝統芸能」と位置づけ、「GIF復興宣言」と銘打って読者よりGIFアニメ作品を募集した。毎年年頭に作品を募集し、3月に審査会を行い大賞をはじめ各賞を決定していた。

## うっかりデイリー（メールマガジン）
毎週日曜日を基本にデイリー編集部から配信されるメールマガジン。編集部員全員が、1回のメルマガをリレー形式で執筆する。発行者、配信システムの都合により、配信日は前後する。当初は「うっかりニフティ」の名称で、イッツ・コミュニケーションズへの運営変更に伴い改称された。2024年からは、ライターも寄稿している。
現在の基本内容・構成は下記のとおり。
ウェブマスターあいさつ
林による、ショートエッセー。ふわふわした感じで、ヤマなしオチなしの文章が進む。以下の執筆者も、林の文章をなぞった挨拶を行う。
先週の記事アクセスランキング
先週（発行日の前週日曜-土曜日で集計）の特集記事、リンクのアクセスランキング、注目記事を紹介。
イベント情報
ライターのデイリー以外での活動や出版情報、デイリー主催のイベント情報などを紹介。
はげます会からのお知らせ
「デイリーポータルZをはげます会」（後述）の会員限定の情報や、「はげます会」で閲覧できる記事の一部公開、通販のお知らせなどを紹介。
2023年までは、以下の項目もあった。
プープーテレビ
先週のプープーテレビの配信内容を紹介。
営業日報
デイリーに掲載された広告企画の紹介。

## 携帯・スマートフォン向けサイト
携帯向けサイトは、2005年11月18日より、無料サイト「デイリーポータブルZ」として開始。PC版特集記事で評判の良かった記事を、携帯版に再編集して掲載した。週におよそ3本（1回1本ずつ）記事を追加。2008年3月15日更新分より、同社の携帯向けPCサイト変換サービス「モバクシー」を使用した閲覧形式に変わり、3月22日からは毎日1本記事が追加されていた。また、便宜上、特集記事は「コネタ」と称されていた。その他、携帯ゲーム、携帯用壁紙などもあった。
2009年9月28日午前9時より、NTTドコモ向けの公式メニューサイトとして「デイリーポータルZ友の会」が新設（一部有料、月額105円。加入月より課金）。softbankでも2010年6月1日から、auは同年6月3日からサービスを開始した。引き続き、PC版特集記事は無料閲覧できる他（こちらの掲載分は携帯向けにレイアウトを改定したもの、月 - 金曜に1本ずつ追加。以下全て更新時刻は午前5時）、有償サービスとして、特集記事の舞台裏（編集部員の取材同行記、水曜更新）や、今後の掲載記事について打ち合わせた定例会議の議事録（金曜更新）、携帯用壁紙（ポータブルZとは別のもの、週1〜2回）、携帯用絵文字（いわゆるデコメ、不定期更新）を提供していた。この公式サイト開始に伴い、前述の「デイリーポータブルZ」は2010年6月4日で更新を終了した。2011年10月31日で「友の会」の有料コンテンツは終了し、無料閲覧できる記事のみの更新となった。
スマートフォン向けサイトは、2010年4月1日より開始（無料サイト）。PC版特集記事（PC版より1時間遅れでの公開、2006年4月4日以降の特集記事はスマートフォン向け変換表示。それ以前の記事はPC版へのリンク）と、Android OS搭載機種向けの無料アプリケーションを公開している。

## イベント
2004年から2006年までは、当時、毎年夏に開催されたニフティのイベント「@nifty BB Festa」に、デイリーポータルZも参加していた。特設ブースでは、それまでの特集記事で使った道具の陳列、グッズ販売が行なわれた。また特設会場ではイベントが行なわれ、そのイベントさえも記事として掲載された。2006年をもって、「@nifty BB Festa」は終了した。
2007年8月に「東京カルチャーカルチャー」がオープンしてからは、同所において、随時デイリーのイベントが開催されている。また、東京カルチャーカルチャー以外の場所で、独自にデイリーが主催するイベントも行われている。過去に行われたデイリー主催のイベントとして、以下のようなものがある。

### 技術力の低い人限定ロボコン（通称：ヘボコン）
2014年7月19日に第1回が開催され、以後不定期に開催。石川大樹が企画・担当。技術力が低いと自認する者がロボットを製作し、ロボット同士の押し相撲をベースとした競技でトーナメント戦を行うイベント。競技での優勝よりも、観客投票で選ばれる「最も技術力の低かった人賞」のほうが名誉とされている。デイリーのイベントの枠を超え、海外の有志により世界各国でも開催され、2016年8月には東京にて「ヘボコン・ワールドチャンピオンシップ」が開催されるほどの人気企画となっている。

### 地味ハロウィン
2014年11月2日に第1回が開催され、毎年ハロウィンの時期に開催。林雄司が企画・担当。一般的なハロウィンパーティーでは見られないであろう、とんちの効いたコスプレ・仮装をして集まるというイベント。第1回は「地味な仮装のハロウィンパーティー」と題し、デイリーの編集部員・ライターによる身内のイベントとして開催。その模様を特集した記事がフジテレビ系『とくダネ!』にて紹介され、読者からも大きな反響があったため、翌年からは読者も交えたイベントとなった。現在は「地味ハロウィン」として、デイリーが主催するもの以外にも地域・企業などが同様の企画を開催する動きがあり、デイリー側も「地味ハロウィンの名称、企画を独占する気はない」と容認している。

### ウェブメディアびっくりセール
2017年2月26日に第1回が開催され、以後不定期に開催。デイリーポータルZが主催する物販イベント。デイリーをはじめとする多数のウェブメディアの編集者、ライターが出展し、同人誌やグッズを頒布する。グッズ以外にも、北村ジンによる似顔絵描きや、斎藤充博による指圧などのサービスが提供されることもある。デイリーのライターが自主的にコミックマーケットに出展したのが楽しかったため、仲間に声をかけたという。コロナ禍やデイリー独立の影響などにより、現在は開催を休止している。

## デイリーポータルZをはげます会
2018年10月16日より始まった有料サービス。後述の「デイリーポータルZ友の会」をリニューアルしたもので、広告企画と並ぶデイリーポータルZの収入源である。会費は毎月税込1100円（2019年9月までは1080円）。入会すると以下の特典がある。
「はげます会専用ページ」の閲覧
会員専用のコンテンツを閲覧できる。
「回覧メール」の利用
週に一度発行される会員専用メルマガを利用することができる。「デイリーポータルZ反省会」の裏側や、ライターへのインタビューが掲載されている。
「はげましひろば」の利用
会員専用のFacebookグループのコミュニティに参加できる。ここを通じて、デイリーからのアイデアの募集があったり、記事制作への立会い、取材・撮影への招待などの案内がされたりする。

### デイリーポータルZ友の会
2012年9月3日より始まった有料サービス。前述した2009年9月から2011年10月までのサービスとは異なる。毎月税込324円の「梅コース」と毎月税込1080円の「松コース」があった。いずれも初月は無料である。梅・松コースいずれも、入会すると以下の特典があった。
「明日の記事チラ見せ」の利用
デイリーポータルZ本編に翌日公開される予定の記事の一部を閲覧することができる。
「ライターコラム」の閲覧
各ライターが自由に執筆したコラムを閲覧できる。編集部はコラム内容には全くタッチしない代わりに、コラムのタイトルを勝手につけることができる。
「友の会メルマガ」の利用
週に一度発行される友の会メルマガを利用することができる。友の会入会後、別にアドレス登録が必要。デイリーポータルZ側と友の会会員との交流がメイン。
松コース会員には、上記のほかに毎月グッズが届いた。なお、グッズ送付は「制作費・送料・決済手数料を合わせると1000円をしょっちゅう超えてました」という。
「デイリーポータルZをはげます会」への移行に伴い、2018年9月30日をもって新規入会の受付を終了、同年10月30日には友の会自体が終了した。グッズ販売はBoothへ移行し、「デイリーポータルZのなんか売る場所」にて引き続き行われる。

## 出版物
- おとなの自由研究（2004年、アスペクト、ISBN 4757210205） - 特集記事を加筆修正したもの。新作も収録。装丁は住正徳。後に文庫化もされた。
- 名古屋の不思議（2005年、小学館、ISBN 4094186719） - 2004年、2005年に行われた名古屋特集を再構成したもの。
- ロマンの木曜日（2005年、彩文館出版、ISBN 4775600990） - デイリーに掲載された住正徳の記事を再編集したもの。
- ココロミくん（2006年、アスペクト、ISBN 4757212690） - デイリーに掲載されたべつやくれいの記事を再編集したもの。
- 教えて!メガネ君-ヨシダプロ初作品集（2006年、イースト・プレス、ISBN 4872576942） - デイリーに掲載されたヨシダプロの漫画を、描き下ろし作品も加えまとめたもの。
- ココロミくん2（2007年、アスペクト、ISBN 4757213727） - デイリーに掲載されたべつやくれいの記事を再編集したもの。ココロミくんの続編。
- ココロミくん3（2008年、アスペクト、ISBN 4757215746） - デイリーに掲載されたべつやくれいの記事を再編集したもの。ココロミくんの続編。
- ばかスイーツ（2011年、アスペクト、ISBN 4757219679） - デイリーに掲載されたべつやくれいのお菓子に関する記事を再編集したもの。
- 昔のグルメガイドで東京おのぼり観光（2012年、アスペクト、ISBN 475722043X） - デイリーに掲載された地主恵亮の記事「50年前のガイドブックに載っている店巡り」ほかをもとに書籍化したもの。
- ばかごはん（2012年、アスペクト、ISBN 475722124X） - デイリーに掲載されたべつやくれいの料理に関する記事を再編集したもの。
- デイリーポータルZ 2013年05月号（2013年、鉄人社、ASIN B00BTJ8MSI） - デイリーを雑誌化すると銘打ち、これまで掲載された肉に関する記事を中心に、書き下ろし記事も加え編集したもの[注 16]。
- ばか手芸（2014年、スペースシャワーネットワーク、ISBN 4907435185） - デイリーに掲載されたべつやくれいの手芸に関する記事を再編集したもの。
- 外来魚のレシピ: 捕って、さばいて、食ってみた（2014年、地人書館、ISBN 4805208791） - デイリーに掲載された平坂寛の外来魚に関する記事を再編集したもの。
- 書き出し小説（2014年、新潮社、ISBN 4103369310） - 書き出し小説大賞の名作集。
- 深海魚のレシピ: 釣って、拾って、食ってみた（2015年、地人書館、ISBN 4805208910） - デイリーに掲載された平坂寛の深海魚に関する記事を再編集したもの。
- 街角図鑑（2016年、実業之日本社、ISBN 440811183X） - デイリーに掲載された三土たつおの記事「街角図鑑」をもとに書籍化したもの。
- 挫折を経て、猫は丸くなった。: 書き出し小説名作集（2016年、新潮社、ISBN 4103369329） - 上記「書き出し小説」の続編。
- 「ファミマ入店音」の正式なタイトルは「大盛況」に決まりました。（2016年、笠倉出版社、ISBN 4773088303） - デイリーに掲載された西村まさゆきの記事を再編集したもの。
- 捕まえて、食べる（2017年、新潮社、ISBN 4103511419） - デイリーに掲載された玉置標本（玉置豊改め）の食材採取記事を、書き下ろし記事も加え編集したもの。
- ふしぎな県境-歩ける、またげる、愉しめる（中公新書）（2018年、中央公論新社、ISBN 4121024877） - デイリーに掲載された西村まさゆきの県境に関する記事を再編集したもの。
- 街角図鑑 街と境界編（2020年、実業之日本社、ISBN 4408339415） - 三土たつおによる「街角図鑑」の続編。
- あたらしい散歩 専門家の目で東京を歩く（2025年、Pヴァイン、ISBN 4910511784） - デイリーに掲載された大北栄人が専門家と街を歩く記事を再編集したもの。